# Hydraena camerocrebrata
Hydraena camerocrebrata (лат.) — вид жуков-водобродок рода Hydraena из подсемейства Hydraeninae. Название состоит из имени места обнаружения (Камерун) и слова crebrata, обозначающего признак очень плотной пунктировки спинной поверхности.

## Распространение
Встречаются в Камеруне (Yaounde: Mt. Febe, 950 м и Mt. Mbankolo, 900 м), Экваториальная Африка.

## Описание
Жуки-водобродки мелкого размера (менее 2 мм), удлинённой формы. Коричневато-чёрные. Дозум тёмно-коричневый до чёрного, переднеспинка без макулы, пальпы коричневые. Верх головы и переднеспинка умеренно крупно, очень густо пунктированы, каждая точка с коротким, отчётливым беловатым волоском, промежутки матовые; пунктировка наличника мелкая, плотная. Лабрум апикомедиально вырезан, свободные края округлые, слабо приподняты. Переднелатеральная, заднелатеральная и заднесубмедиальная ямки умеренно глубокие. Отличается от других представителей рода в Камеруне сочетанием очень густо пунктированного дозума и строением эдеагуса. Хотя эдеагусы H. camerocrebrata и H. cameropetila явно отличаются по нескольким признакам, на родство этих двух видов указывает форма парамеров: большие, широкие и с похожими скоплениями волосков. Взрослые жуки, предположительно, как и близкие виды, растительноядные, личинки плотоядные.

## Классификация
Вид был впервые описан в 2022 году американским энтомологом Philip Don Perkins (Department of Entomology, Museum of Comparative Zoology, Гарвардский университет, Кембридж, США) по типовым материалам из Камеруна, собранным им в 1982 и 1983 годах.